# Geer Steyn

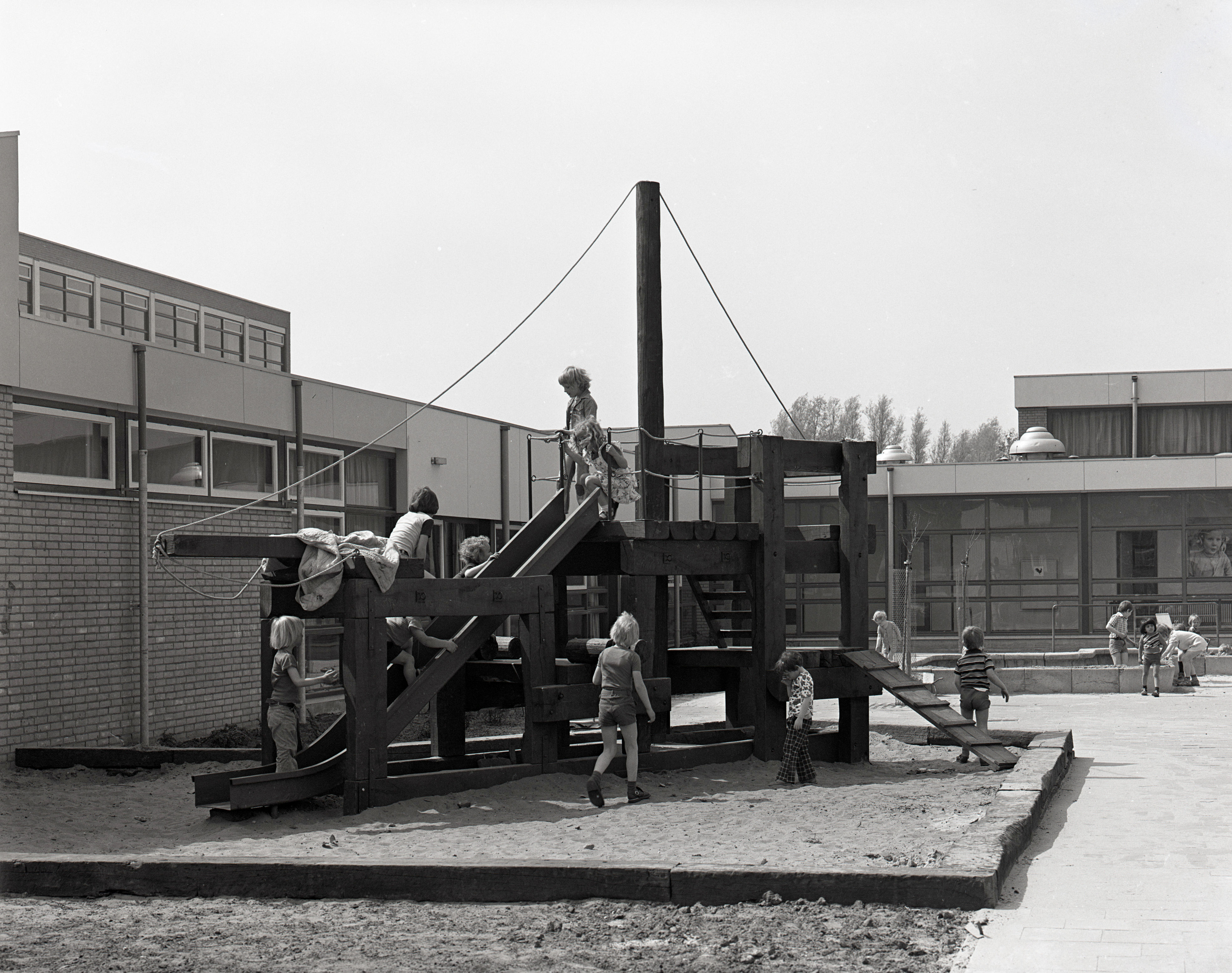
Speelplastiek Het schip (1975), Utrecht

Gerhard Hendrik (Geer) Steyn (Amsterdam, 1945) is een Nederlands beeldhouwer en medailleur.

## Leven en werk
Steyn is een zoon van advocaat Gerhard Hendrik Steyn sr. en onderwijzeres Bep Hollaar. Na de oorlog gingen zijn ouders uit elkaar en verhuisde hij met zijn moeder naar Enkhuizen. Hij bezocht het gymnasium in Hoorn en ging vervolgens kunstgeschiedenis studeren aan de Universiteit van Amsterdam. Hij had al snel door dat hij zich liever uitvoerend met kunst bezighield en staakte de studie. Zijn moeder, die aan de Kunstnijverheidsschool had gestudeerd, bracht hem in contact met een oud-klasgenoot van haar, de beeldhouwer Arie Teeuwisse. Op het atelier van Teeuwisse werd hij voorbereid op de Rijksakademie van beeldende kunsten, waar hij van 1968 tot 1972 studeerde. Steyn was aan een leerling van onder anderen V.P.S. Esser, Theresia van der Pant en Paul Grégoire. In 1972 won hij de W.F.C. Uriotprijs, in 1973 behaalde Steyn de zilveren medaille voor beeldhouwkunst bij de Prix de Rome. Hij werkte vervolgens een jaar op het atelier van de Oostenrijkse beeldhouwer Fritz Wotruba in Wenen. In de jaren 70 maakte hij een aantal speelplastieken met bielzen en touw voor Utrecht, maar hij ging al snel verder in steen.
Steyn maakt stenen beelden en sculpturale penningen. Jan Teeuwisse omschrijft de beelden als "stenen totems". Steyn over penningen: "Een penning is klein in het aantal centimeters, maar groot in het gebaar en onderscheidt zich niet principieel van mijn andere drie dimensionale werk. Het laat een sculpturale mentaliteit zien als resultaat van een soort beeldend denken: plaatsing van het volume in de ruimte. Het gaat over voor- en keerzijde, dikte en materiaal in dienst van de betekenis." Hij maakte onder meer penningen in opdracht van het Emma Kinderziekenhuis, de Erasmus Universiteit Rotterdam en een aantal penningen in opdracht van de Vereniging voor Penningkunst.
Steyn gaf les aan de Rietveldacademie, de Haagse Koninklijke Academie van Beeldende Kunsten (1980-2010) en de Akademie voor Industriële Vormgeving Eindhoven (1982-1994). Tot zijn leerlingen behoorden Ellen Bergmans en Jos Reniers.
In het voorjaar van 2016 was in het museum Beelden aan Zee een retrospectief van Steyn, die een jaar eerder 70 was geworden. In het museum werd naast werk van Steyn een filmisch drieluik vertoond, gemaakt door documentairemaker Rianne van Schijndel, die Steyn daarvoor had bezocht in diens Italiaanse werkplaats. Bij de tentoonstelling verscheen de monografie Geer Steyn - beelden en penningen, met bijdragen van onder anderen Hans Sizoo en Jan Teeuwisse.

## Enkele werken
- 1975: speelplastiek Het schip, bij school aan de Santa Cruzdreef in Utrecht.
- 1977: Prometheus die het vuur steelt, wandreliëf aan de brandweerkazerne in Zaandam.
- 1978: Bertolt Brecht-penning, tweede penning van de VPK.[9]
- 1979: speelplastiek De dromedaris, bij school aan de Winklerlaan in Utrecht.
- 1980: speelplastiek De schans, bij school voor langdurig zieke kinderen aan de Orinocodreef in Utrecht.
- 1982: Pictura, penning ter gelegenheid van 300 jaar Koninklijke Academie in Den Haag, uitgereikt aan onder anderen koningin Beatrix.
- 1985: penning voor het Emma Kinderziekenhuis, die tweejaarlijks wordt uitgereikt aan personen die een belangrijke rol hebben gespeeld in de kindergeneeskunde.
- 1986: Thorbecke-penning in opdracht van de Thorbecke Academie.
- 1995: Rembrandt-penning, in opdracht van de Bouw- en exploitatiemaatschappij Sedijko BV te Amsterdam en Museum het Rembrandthuis.[10]
- 1996: Welkomstpenning en de Verenigingsgevoelpenning voor de VPK.
- 1999: Dr. Boerhaave, portretreliëf, in het Boerhaave Medisch Centrum, Amsterdam.
- 2000: 75 jaar Vereniging voor Penningkunst, inschrijfpenning van de VPK.
- 2001: grafmonument voor H. Stam, fotograaf van de Rijksakademie, op Oud Eik en Duinen, Den Haag.
- 2006: grafmonument voor A.J. van Hulst-Donker, op begraafplaats Zorgvlied.
- 2009: Prof. H.W. Lambersprijs, penning in opdracht van de Erasmus Universiteit Rotterdam.
- 2014: Tussen storm en stilte, reliëf ter herinnering aan Marijke Elte, in het Boerhaave Medisch Centrum, Amsterdam.

## Publicaties
- Hans Sizoo, Jan Teeuwisse en Geer Steyn (2016) Geer Steyn - beelden en penningen. Zwolle: Waanders. ISBN 9789462620674
- Carolien Voigtmann en Geer Steyn (2006) Over the Edge : Penningkunst in de 21ste eeuw. Zwolle: Waanders. ISBN 9789040081934